# Isomorphie (Kristall)
Als Isomorphie (gr. ἴσος ísos „gleich“ und μορφή morphé „Form“, „Gestalt“) von Kristallen bezeichnet man das Auftreten verschiedener Feststoffe in identischer Kristallform. Isomorphie ist eine Voraussetzung für die Bildung von Mischkristallen aus Elementen oder Verbindungen in variablen Mengenverhältnissen.
Das Phänomen wurde 1819 erstmals vom deutschen Naturforscher Eilhard Mitscherlich beschrieben.
Victor Moritz Goldschmidt hat später gezeigt, dass dies möglich ist, wenn die beteiligten Elemente gleiche oder sehr ähnliche Atomradien haben, siehe: Goldschmidtsche Regel. Ein gutes Beispiel ist der Olivin, in dem Eisen (Ionenradius 0,86 Ångström) und Magnesium (Ionenradius 0,80 Ångström) sich gegenseitig vertreten können. So ergibt sich eine lückenlose Mischkristallreihe zwischen dem Fayalit Fe2SiO4 und dem Forsterit Mg2SiO4.